# Okręg Tarnopol Armii Krajowej
Okręg Tarnopol SZP, ZWZ, wreszcie Armii Krajowej noszący kryptonimy „Komar”, „Tarcza”, „Ton”.

## Formowanie i zmiany organizacyjne
Okręg Tarnopolski Armii Krajowej obejmował tereny przedwojennego województwa tarnopolskiego. Konspiracja w Tarnopolskiem zaczęła się już jesienią 1939. Po wybuchu wojny niemiecko-rosyjskiej, tzw. „grupa warszawska” wysłana przez KG AK, przystąpiła do tworzenia sztabu i struktur terenowych w czterech inspektoratach okręgu.
Przez jego tereny przebiegała strategiczna linia kolejowa Lwów-Tarnopol-Kijów, którą zaopatrywano Grupę Armii „Północna Ukraina”. Podobne znaczenie miały magistrale drogowe. Każda dywersja w systemie komunikacji była dotkliwym ciosem dla armii niemieckiej.
Wiosną 1943 w okręgu funkcjonowały 222 plutony. Łącznie siły okręgu to ok. 11100 żołnierzy, w tym 72 oficerów, 134 podchorążych i 1930 podoficerów.
W 1943 komenda okręgu prowadziła intensywne przygotowania do „Burzy”, trafnie prognozując, że na początku 1944 Rosjanie wkroczą na teren okręgu. Znaczna część sił znajdowała się pod bronią w terenie, osłaniając skupiska ludności polskiej przed atakami UPA.

## Uwarunkowania geopolityczne
Okręg Tarnopol Armii Krajowej obejmował obszar około 14000 km². Liczył 1,35 miliona ludności. Języka polskiego używało tu 49,3%, ukraińskiego i ruskiego – 45,5%. 25,1% uznawało za swój ojczysty język ukraiński.
Rzymskich katolików było 36,7%, grecko-katolików 54,5%. Liczbę żydów oceniano na 8,4%. W Tarnopolu 78% mieszkańców uważało za ojczysty język polski (ukraiński i ruski – 8%). Przewaga rzymskich katolików (41%) nad grekokatolikami (19%) była dwukrotna.

## Komendanci
- p.o. kpt. Mieczysław Widajewicz „Czerma”,
- ppłk/płk Franciszek Studziński „Radwan”,
- płk Jan Majewski „Szmigiel”,
- płk Bruno Rolke „As”,
- płk dypl. Kazimierz Bąbiński „Luboń”,
- ppłk Jan Kiwerski „Oliwa”,
- mjr Tadeusz Sztumberk-Rychter „Żegota”,
- płk Jan Kotowicz „Twardy”.
- kpt. Franciszek Garwol (komendant podokręgu)

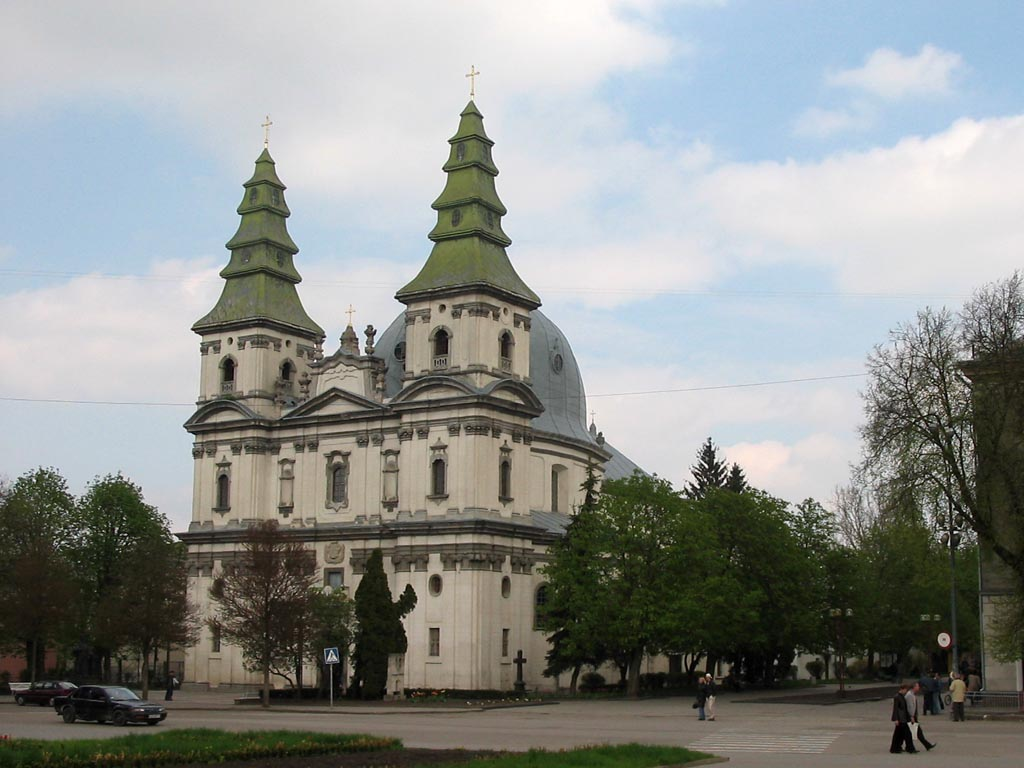
Dawny Kościół Dominikanów w Tarnopolu

## Skład organizacyjny
Struktura organizacyjna podana za Atlas polskiego podziemia niepodległościowego:
- Inspektorat Tarnopol Armii Krajowej
- Inspektorat Złoczów Armii Krajowej
- Inspektorat Brzeżany Armii Krajowej
- Inspektorat Czortków Armii Krajowej

30 czerwca 1944 komenda Obszaru Lwów swoim rozkazem dokonała reorganizacji wprowadzając trzy podokręgi. Powstał Podokręg Tarnopol Armii Krajowej w składzie:
- Inspektorat Złoczów Armii Krajowej
- Inspektorat Brzeżany Armii Krajowej
- Obwód Buczacz Armii Krajowej
- Dunajów

Dowództwo podokręgu przeniosło się do Lwowa